# Semla

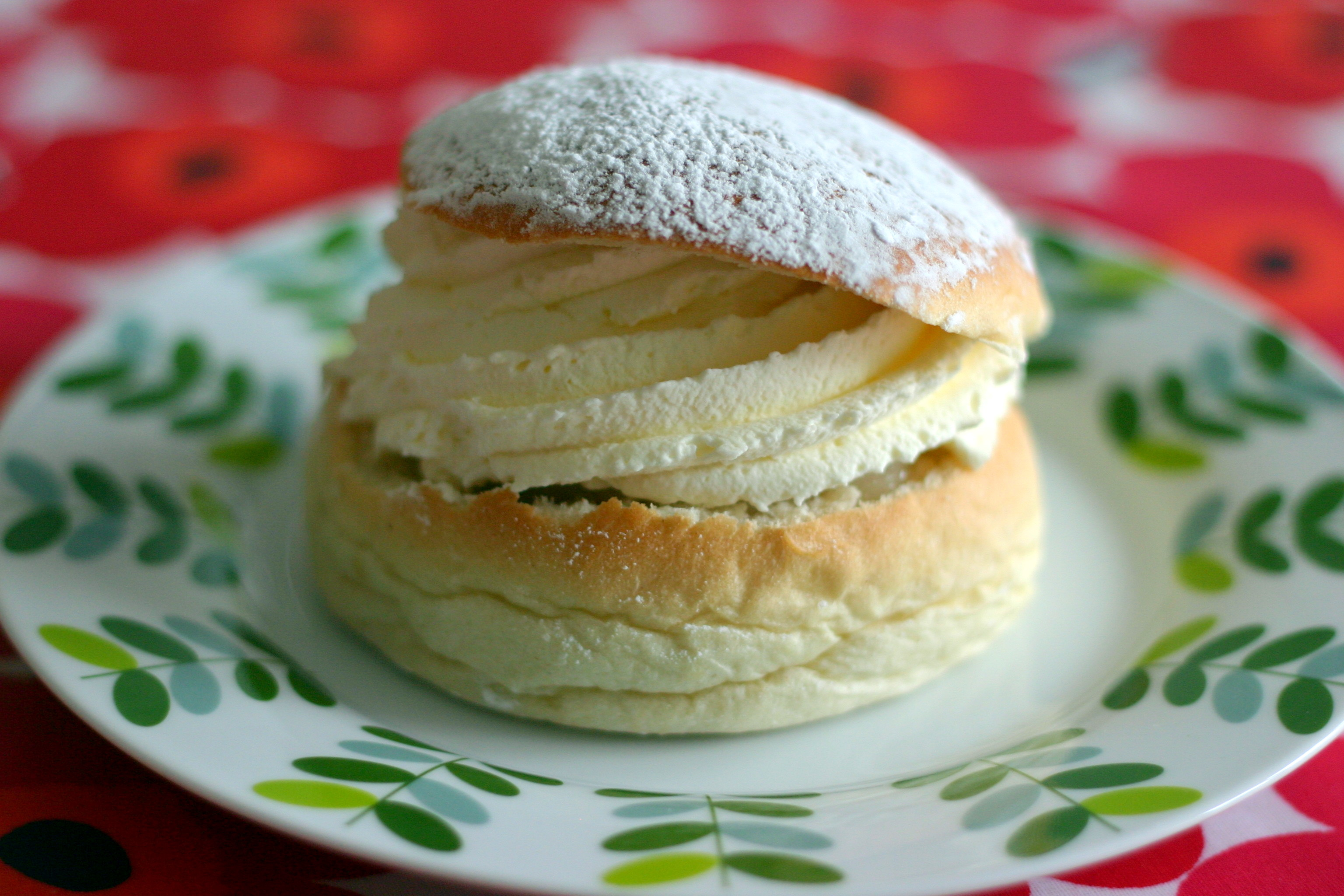
Typowa semla

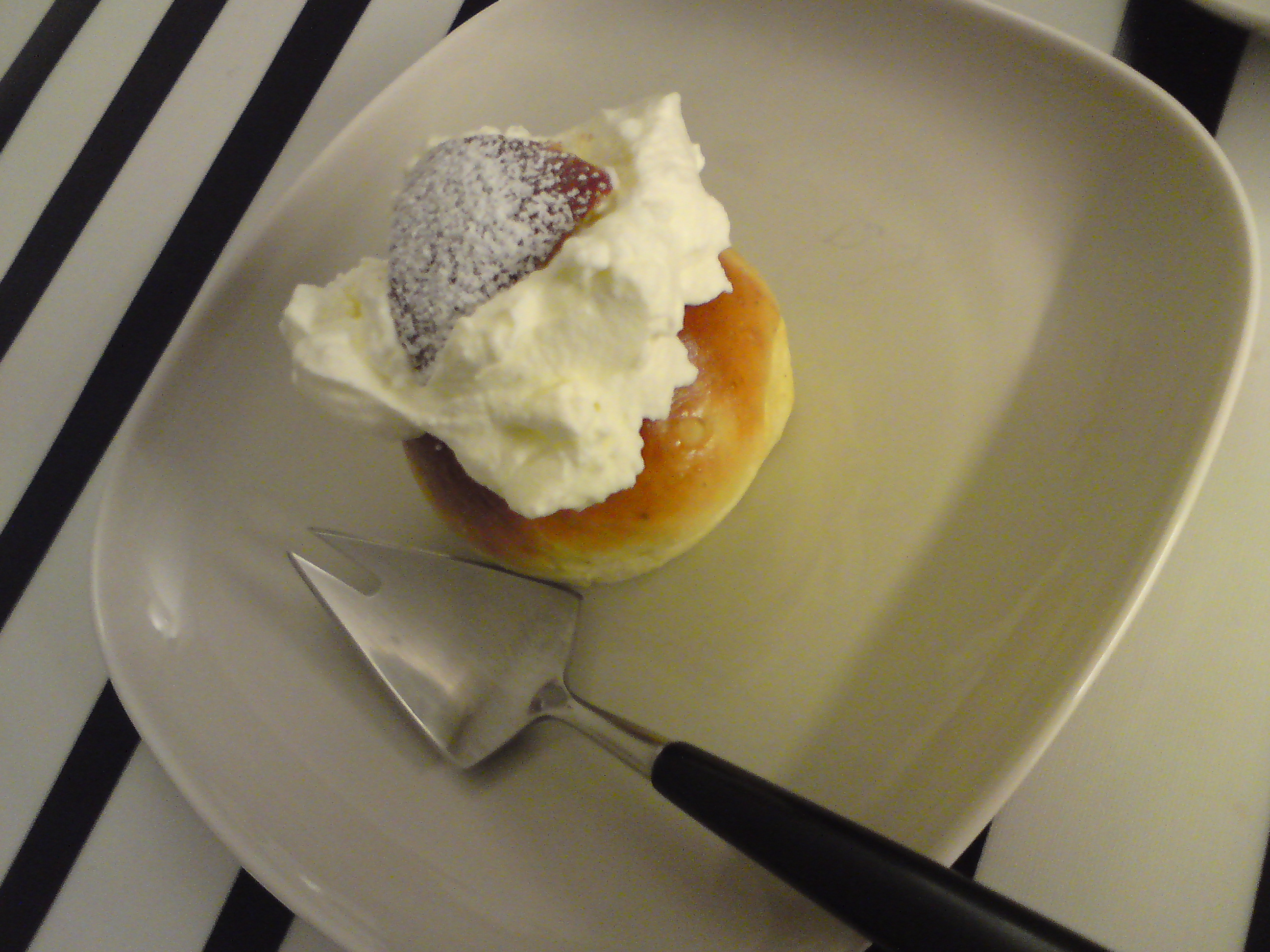
Semla domowego wypieku z dużą ilością bitej śmietany

Semla – ciastko z bułki pszennej wypełnione słodkim nadzieniem. W Szwecji jest to tradycyjny deser spożywany w tłusty wtorek (szw. fettisdag), czyli ostatni dzień karnawału. Poza Szwecją tę tradycję obchodzi się również w Danii, Finlandii, na Łotwie i Estonii.
Tradycyjnie semlę serwuje się w głębokim talerzu, zamoczoną w gorącym mleku i przyozdobioną laską cynamonu. Tak podana semla nazywa się hetvägg. Najczęściej jednak semlę podaje się na zwykłym talerzyku, jak każde inne podobne ciasto.

## Nazewnictwo
Nazwa semla pochodzi od łacińskiego wyrazu semila, oznaczającego najdrobniejszy rodzaj mąki. Początkowo w Szwecji słowo semla oznaczało każdy rodzaj bułki pszennej lub żytniej i nadal tak jest stosowane wśród fińskich Szwedów, którzy semlę nazywają fastlagsbulle, natomiast fińska nazwa semli to laskiaispulla. Również w południowej Szwecji stosowana jest nazwa fastlagsbulle, chociaż tam słowo semla jest coraz częściej stosowane, szybko wypierając dawne nazewnictwo. Innym synonimem tego wyrazu jest fettisdagsbulle. Semle zamoczone w mleku nazywa się hetvägg. Nazwa ta pochodzi od niemieckiego zwrotu heisse Wecken, oznaczającego gorące kliny, jako że pierwotnie semle miały kształt klina, co pozwalało na umieszczenie większej ilości ciastek w rondlu z mlekiem. Poza Szwecją i Finlandią, semla jest popularna również w innych krajach, które często stosują własne nazwy. I tak na przykład duńska nazwa to fastelavnsbolle, norweska – fastelavensbolle, łotewska – debeskūka, a estońska – vastlakukkel.

## Skład
Rodzaj bułki, jak i wypełnienia, może się różnić w zależności od regionu. W Szwecji najpopularniejsze semle składają się ze słodkiej bułki pszennej z rozciętym wierzchem, wypełnionej masą migdałową i bitą śmietaną, z wierzchu są posypane cukrem pudrem. Masa migdałowa składa się ze zmielonych migdałów zmieszanych z cukrem pudrem i białkiem lub syropem kukurydzianym nadającym jej właściwą gęstość (nie mylić z marcepanem). W zachodniej Szwecji cukier puder zastępowany jest cukrem drobnoziarnistym, a zamiast masy migdałowej stosuje się siekane migdały. W Finlandii zamiast masy migdałowej używa się często dżemu, najczęściej malinowego lub truskawkowego. Semle wypełnione masą migdałową dekoruje się z wierzchu cukrem pudrem lub polewą, której głównym składnikiem są grubo starte migdały, natomiast semle z dodatkiem dżemu posypywane są cukrem pudrem.
Również rodzaje bułki mogą różnić się w zależności od regionu. Tradycyjnie jest to słodka bułka pszenna z dodatkiem kardamonu.
W sprzedaży dostępne są również semle dla alergików. Przykładowo dla osób z nietolerancją laktozy do wypełnienia używa się bezlaktozowej śmietany i kremu waniliowego.

## Historia
Pieczywo zamoczone w mleku jako deser znane było już w starożytnym Rzymie, skąd przeniesiono je do Germanii. W średniowiecznych niemieckich kronikach używa się nazwy semala.
Nie wiadomo dokładnie, kiedy semle pojawiły się w Szwecji. Najstarsza znana wzmianka o semli pochodzi z Biblii Gustawa Wazy z 1541 roku. Istnieje prawdopodobieństwo, że do Szwecji semle sprowadziła Katarzyna saska, pierwsza żona króla Gustawa Wazy, która, będąc Niemką, narzekała na wszystko, co szwedzkie.
Wielkim miłośnikiem semli był szwedzki król Adolf Fryderyk, który w tłusty wtorek 12 lutego 1771, po spożyciu obfitego obiadu, na deser zjadł jeszcze dużą ilość semli. Wkrótce po tym dostał skurczy żołądka, a kilka godzin później już nie żył. Po tym wydarzeniu, hrabia Johan Gabriel Oxenstierna zaproponował wprowadzenie zakazu spożywania semli w Szwecji nazywając je zabójcami króla. Ta propozycja jednak nie uzyskała społecznego poparcia.
Po raz pierwszy masę migdałową do semli zaczęto stosować w 1833 roku, a bitą śmietanę po I wojnie światowej.